# Henry Fry (marchand)
Pour les articles homonymes, voir Henry Fry et Fry.
Henry Fry, né le 5 juin 1826 à Bristol et mort le 27 février 1896 à Cowansville est courtier maritime, propriétaire de navires et fonctionnaire basé à Québec. Il est Lloyd's of London pour le fleuve Saint-Laurent de Sorel à Gaspé.
Il sert également comme directeur de la Banque de Québec et il écrit sur la navigation dans l'Atlantique nord, sur la sécurité, la navigation et le commerce.

## Biographie
Né à Bristol en Angleterre, Fry s'implique dans le transport maritime dès l'âge de 12 ans où il entre comme apprenti pour la société de courtage de Mark Whitwill. À 19 ans, il affrète les navires de la compagnie au Pays de Galles et ensuite fait des voyages d'affaires à Londres.
En 1854, il fait sa première visite à Québec et veille à la récupération et remise en état des bateaux pris dans la glace. De retour à Québec à son propre compte en 1856, il devient représente de la Lloyd's de Gaspé à Sorel. Il fil des années, il fait l'acquisition de navire, à son compte ou en copropriété, dont le Devonshire, le Cosmo et le Rock City. Après plusieurs années en affaires et plusieurs traversée transatlantique, 37 fois, il devient associé d'une compagnie nommée Henry Fry and Company.
Fry est également reconnu pour le nombre de perte de vie peu élevés dans ses opérations et dont le total était de 4 sur ses bâtiments. Selon lui, l'une des pratiques les plus susceptible d'être dangereuse pour les marins était la pontée qu'il interdisait après le 1er octobre. Son jugement concernant les opérations maritimes était à ce point respectée que la Cour de la vice-amirauté de la ville de Québec faisait régulièrement appel à son rôle d'évaluateur. Basil Greenhill (en), administrateur du National Maritime Museum , en parle comme d'une figure remarquable de l'histoire maritime du Canada.
Durant sa retraite, Fry publie Atlantic steam navigation (Québec et Bristol, Angl., 1883) et A biographical sketch of Sir N. F. Belleau from Home Journal, for October 1894 (Québec, 1894). 
Fry meurt à Sweetsburg, aujourd'hui Cowansville à l'âge de 70 ans.